# Schachttombecultuur

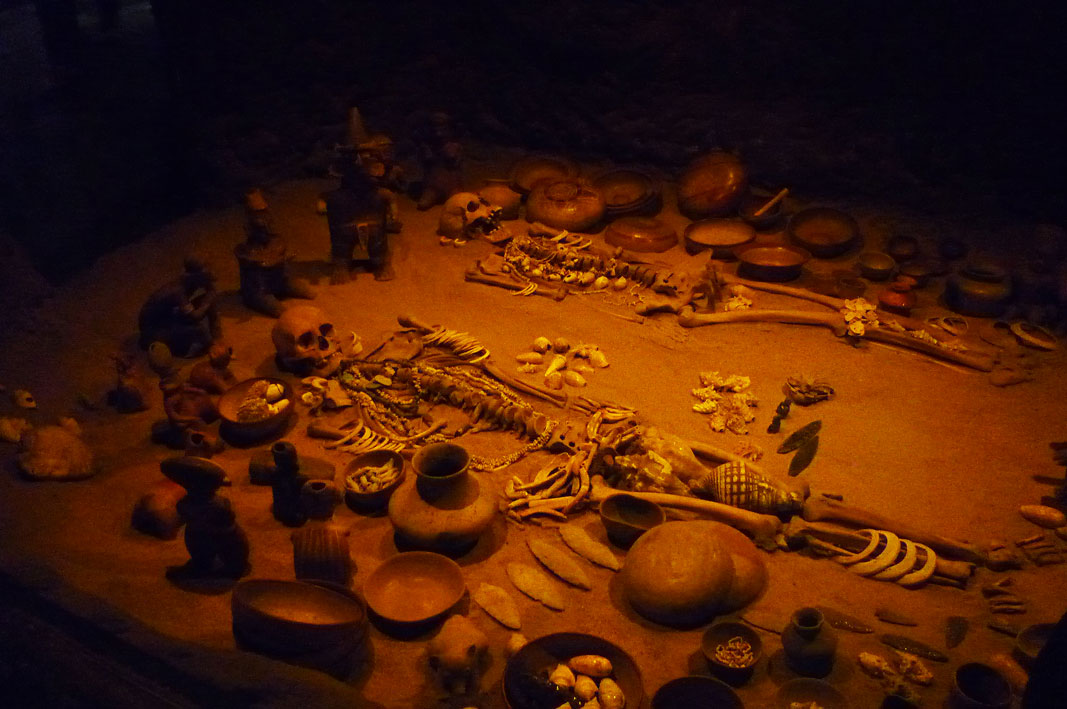
gerconstrueerde tombe

de locatie van de schachttombecultuur

De schachttombecultuur (Spaans: Tumba de tiro) was een precolumbiaanse beschaving in het westen van Mexico, in de huidige deelstaten Jalisco, Colima en Nayarit. De cultuur bestond rond het begin van de jaartelling en verdween na 600.
De cultuur is genoemd naar hun typerende graven, die uniek zijn in de Meso-Amerikaanse oudheid. Deze graven zijn ongeveer drie tot vier meter diep, waarin zich verschillende kamers met ceremoniële artefacten bevinden. Doorgaans bevat een schachttombe meerdere lichamen. De grootste schachttombe, met een diepte van zestien meter, is aangetroffen in El Arenal in Jalisco.